# Carlos Diarte
Carlos Diarte Martínez (Asunción, 26 de enero de 1953-Valencia, 29 de junio de 2011) fue un futbolista y entrenador paraguayo que destacó como delantero. Como futbolista militó en Olimpia, Real Zaragoza, Valencia C. F., Unión Deportiva Salamanca y Real Betis Balompié. Como entrenador, pasó por Atlético de Madrid "B", Unión Deportiva Salamanca, Gimnàstic, Atlético Colegiales, Guaraní y Olimpia.
Falleció víctima de un cáncer a los 57 años de edad.

## Trayectoria como jugador
Diarte comenzó su carrera en el Club Olimpia de Asunción a los 16 años e hizo su debut profesional ayudando al Olimpia a ganar la Primera División de Paraguay en el año 1971. Su rapidez para marcar goles hicieron que los clubes europeos se fijaran en el y fichó por el Real Zaragoza de España en 1973 formando parte de los que se apodarían los "Zaraguayos" por ser varios jugadores de Paraguay en el Zaragoza, como Saturnino Arrúa y Felipe Ocampos. En 1976, firmó por el Valencia CF donde fue parte de una delantera con el argentino Mario Kempes y el neerlandés Johnny Rep. Diarte jugó después para el UD Salamanca durante los años 1979 y 1980, en el Real Betis de 1980 hasta 1983 y en el AS Saint-Étienne de Francia desde 1983 hasta 1985.
En 1987, volvió al Olimpia para retirarse y ayudó al equipo a ganar otra liga de Paraguay.
En la liga Española estableció una marca espectacular: 11 goles  en seis jornadas seguidas.

## Trayectoria como entrenador
Una vez retirado, Diarte llegó a ser ayudante de varios equipos en España como el Valencia CF (1988) y entrenador del Deportivo Alginet, el Atlético de Madrid B (1997-1998), la UD Salamanca (1998-1999), el Gimnàstic de Tarragona (2002), así como el Guaraní, el Olimpia y el Atlético Colegiales de su país.
El 28 de noviembre de 2008 Carlos Lobo Diarte firmaba para entrenar al Calpe Club de Fútbol en la territorial valenciana.

## Selección nacional
Ha sido internacional con la selección de fútbol de Paraguay en 45 ocasiones.
En su faceta de entrenador, en julio de 2009 se hace cargo de la selección de fútbol de Guinea Ecuatorial.

## Clubes
| Club          | País     | Año       |
| ------------- | -------- | --------- |
| Olimpia       | Paraguay | 1971-1973 |
| Real Zaragoza | España   | 1973-1976 |
| Valencia CF   | España   | 1976-1979 |
| UD Salamanca  | España   | 1979-1980 |
| Real Betis    | España   | 1980-1983 |
| Saint-Étienne | Francia  | 1983-1986 |
| Olimpia       | Paraguay | 1987      |

## Palmarés

### Campeonatos nacionales
| Título                       | Club    | País     | Año  |
| ---------------------------- | ------- | -------- | ---- |
| Primera División de Paraguay | Olimpia | Paraguay | 1971 |
| Primera División de Paraguay | Olimpia | Paraguay | 1987 |

## Fallecimiento
Falleció a las 7 de la mañana del 29 de junio de 2011 en el Hospital Doctor Peset de Valencia a causa de un cáncer, contra el que estaba luchando un tiempo.